# Cinturão Gelado

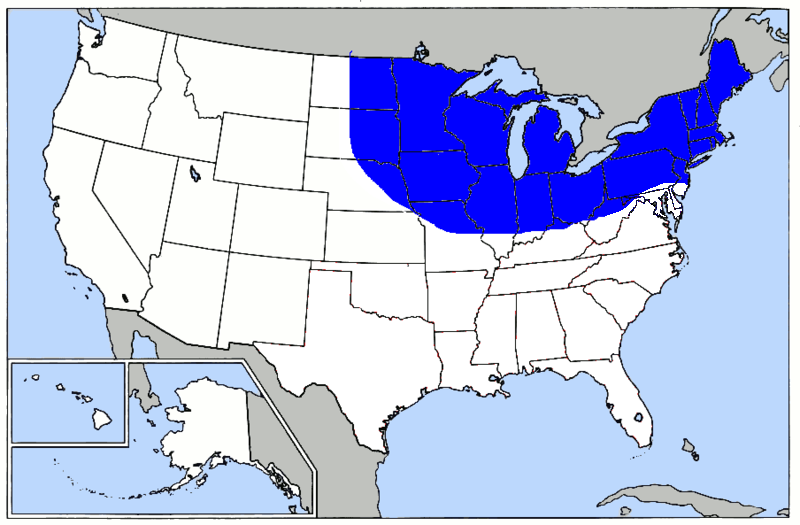
Extensão do Frost Belt nos Estados Unidos.

O Cinturão Gelado (em inglês: Frost Belt) é uma região dos Estados Unidos geralmente considerada como incluindo a Região Nordeste dos Estados Unidos, a Região dos Grandes Lagos e muito do Upper Midwest. O clima é frio, com invernos muito frios e forte queda de neve.